# Odeskie katakumby
Odeskie katakumby – sieć podziemnych tuneli, korytarzy i wyrobisk, powstałych głównie wskutek eksploatacji wapienia, rozciągająca się pod Odessą na Ukrainie. Obecnie długość zbadanej części przekracza 2,5 tysiąca km.
Około 95–97% stanowią tunele i komory powstałe wskutek pozyskiwania kamienia budowlanego, reszta to szczeliny i jaskinie krasowe, wykopy geologiczne i budowlane, bunkry, kanały kanalizacji deszczowej oraz sieci kanalizacji miejskiej.
Ogrom katakumb oraz skomplikowany układ korytarzy sprawiają, że tunele pod Odessą mogą stać się śmiertelną pułapką dla amatorów urban-exploringu, ale także dla zwykłych ciekawskich.

## Historia
Pierwsze podziemne kamieniołomy powstały w pierwszej połowie XIX wieku, podczas żywiołowego rozwoju miasta, potrzebującego olbrzymich ilości kamienia budowlanego. Kamieniem tym była lokalna odmiana wapienia, nazywana rakuszniakiem lub wapieniem pontyjskim. Wapień ten był dość miękki, wycinano go więc za pomocą pił. Wydobycie było tak intensywne, że zaczęło to zagrażać budowlom na powierzchni, dlatego w drugiej połowie XIX wieku wprowadzono zakaz pozyskiwania kamienia w granicach miasta.
Podczas II wojny światowej katakumby stanowiły schronienie kilku oddziałów radzieckich partyzantów. W 1961 dla badania historii ruchu partyzanckiego utworzono klub speleologiczny „Poszuk”, który znacznie powiększył obszar rozpoznanych i zbadanych katakumb.
Pod koniec XX wieku zaczęto je dokładnie rozpoznawać i wzmacniać, ponieważ nad nimi znajduje się ponad 40% starej zabudowy miasta, a były one przyczyną ponad 100 tąpnięć. Obecnie w Dofinowce, Buldynce i Fominej Bałce nadal podziemnie eksploatuje się wapień, dlatego długość odeskich katakumb ciągle wzrasta.

## Galeria

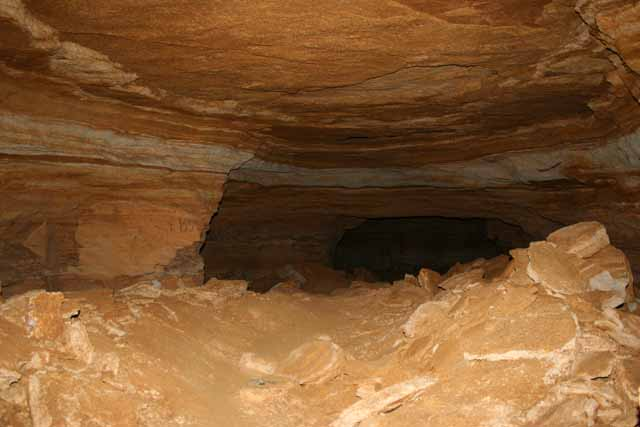
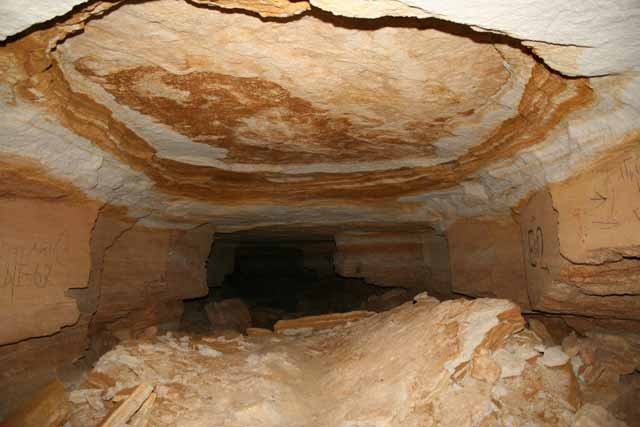
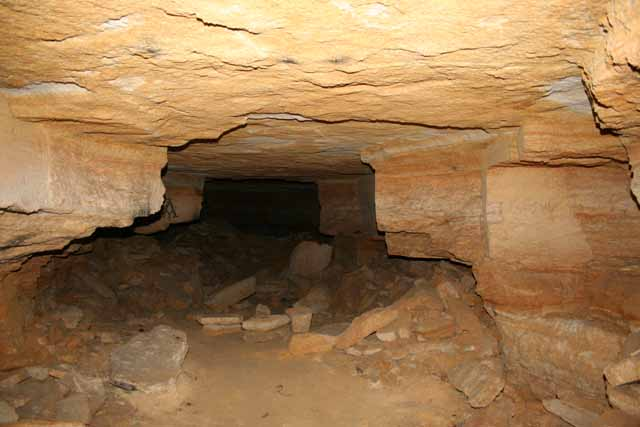
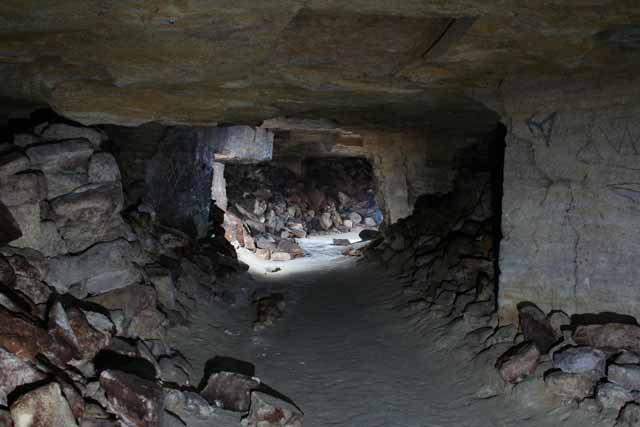
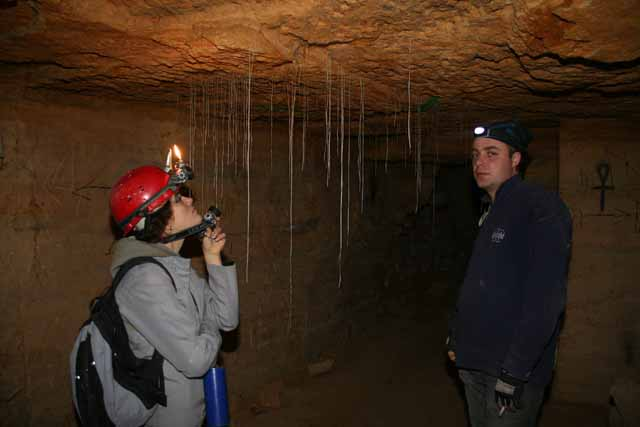
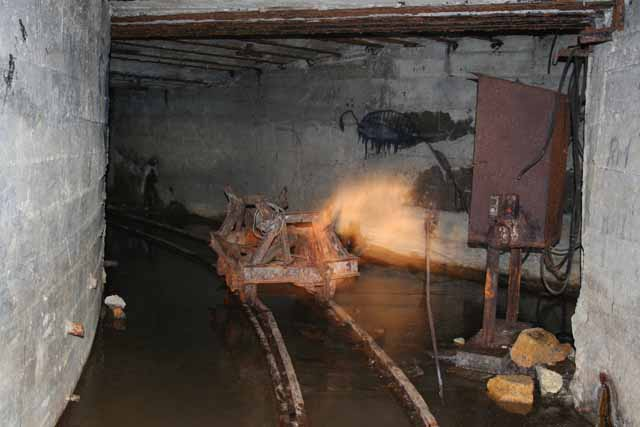
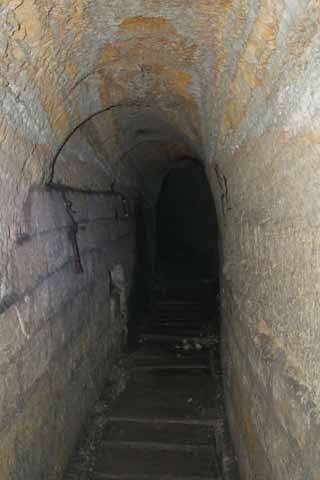